# 공포의 별장
공포의 별장(Salem's Lot, 세일럼스 롯, 살렘스 랏, 세일럼 롯)은 미국 작가 스티븐 킹이 1975년에 발표한 공포 소설이다. 스티븐 킹의 두 번째 출판 소설이었다. 이 이야기에는 벤 미어스(Ben Mears)라는 작가가 메인 주의 예루살렘 롯(줄여서 '세일럼 롯)'이라는 마을로 돌아오는데, 그곳에서 그는 5세부터 9세까지 살았지만 주민들이 흡혈귀(뱀파이어)가 되고 있다는 사실을 알게 되었다. 이 도시는 킹의 이야기 모음집 죽음의 무도(나이트 시프트, Night Shift, 1978)에 수록된 단편 소설 "예루살렘의 터"(Jerusalem's Lot)와 "도로를 위해 한 잔"(One for the Road)에서 다시 방문된다. 이 소설은 1976년 월드 판타지 어워드(World Fantasy Award) 후보에 올랐고, 1987년에는 역대 최고의 판타지 소설 부문 로커스 어워드(Locus Award) 후보에 올랐다.
1980년대에 두 번의 별도 인터뷰에서 킹은 자신의 모든 책 중에서 '공포의 별장'이 자신이 가장 좋아하는 책이라고 말했다. 1983년 6월 플레이보이 인터뷰에서 인터뷰어는 자신이 가장 좋아하는 작품이기 때문에 킹이 속편을 계획하고 있다고 언급했지만 킹은 자신의 웹사이트에서 다크 타워 시리즈가 이미 칼라의 늑대와 수잔나의 노래에서 이야기를 이어갔기 때문에 다음과 같이 말했다. 그는 더 이상 속편이 필요하지 않다고 느꼈다. 1987년에 그는 더 하이웨이 패트롤맨(The Highway Patrolman) 잡지에서 필 콘스탄틴(Phil Konstantin)에게 다음과 같이 말했다. "어떤 면에서 그것은 내가 가장 좋아하는 이야기이다. 주로 작은 마을에 대해 말하는 내용 때문이다. 그들은 지금 당장 죽어가는 유기체와 같다. 그 이야기는 일종의 고향처럼 보인다. 내 마음속에는 특별히 냉담한 부분이 있다!"
공포의 별장은 토브 후퍼가 감독한 1979년 2부작 미니시리즈와 마이클 살로몬(Mikael Salomon)이 감독한 2004년 TV 미니시리즈로 각색되었다. 게리 도버먼(Gary Dauberman)이 각본 및 감독을 맡은 새로운 장편 영화 각색도 완료되었지만 개봉일을 기다리고 있다.
이 책은 킹의 딸 나오미에게 헌정되었다.